# Alix de Méranie
Pour les articles homonymes, voir Alix de Bourgogne et Adélaïde de Bourgogne.
Alix ou Adélaïde de Méranie, dite également de Bourgogne, morte le 8 mars 1279, à Évian, est une noble héritière du titre de comtesse de Bourgogne de 1248 à 1279, qui obtient par mariage celui de comtesse de Savoie.
Elle hérite du comté de Bourgogne après la mort de son frère Otton III, en 1248, entrant en conflit avec l'empereur Rodolphe Ier.

## Biographie

### Origines
Alix (Alys) ou Adélaïde est la cinquième fille du duc Otton Ier d'Andechs et de Moravie, et comte consort de Bourgogne, et de sa première femme, la comtesse Béatrice II de Bourgogne, fille aînée d'Otton Ier, comte de Bourgogne (et brièvement, comte de Luxembourg) et de Marguerite de Blois, elle-même fille d'Alix de France (fille de Louis VII et d'Aliénor d'Aquitaine).
Son père se remarie avec Sophie d'Anhalt, fille d'Henri Ier, mais il meurt en 1234 sans descendance de cette seconde union et c'est son fils Otton III, issu de son premier mariage, qui lui succède.

### Premier mariage
Elle épouse, à la suite d'un contrat signé en février 1231, Hugues de Chalon, fils du comte de Chalon Jean Ier, en 1236,,,, issu d'une branche cadette de la maison de Chalon et de Mathilde de Bourgogne, fille d'Hugues III.
Jean l'Antique cherchait à marier son fils à une héritière de la maison comtale et ainsi, selon une volonté familiale, se substituer à la branche aînée. Les tractations débutent durant l'année 1227 et aboutissent en 1231, lorsque le père d'Alix s'engage à donner une de ses filles en mariage au jeune Hugues. Cette union met fin aux tensions entre branches aînée et cadette des comtes de Bourgogne,.

### Comtesse de Bourgogne
Cette union ne s'avère pas aussi favorable à la branche cadette que celle-ci l'avait espérée car c'est le frère d'Alix, Otton III, qui hérite du comté en 1234 à la mort de leur père. D'autre part, Alix n'est pas l'aînée des filles mais la cinquième, ce qui l'éloigne dans l'ordre de succession. 
Mais Otton III meurt empoisonné en 1248 sans héritier. Son décès marque la fin de la lignée impériale masculine directe des comtes palatin de Bourgogne de la maison de Hohenstaufen et de la maison d'Andechs.
Ses sœurs sont rapidement écartées de la succession, jugées comme trop proches de l'Empire germanique . Seule Alix semble avoir des atouts pour devenir l'héritière désignée : elle vit dans le comté, elle parle la langue de la principauté et elle a épousé un prince lui-même descendant des deux maisons de Bourgogne, par les Anscarides en ligne paternelle et par les Capétiens en ligne maternelle.
Avec son époux, et surtout son beau-père qui semble prendre une place majeure dans le gouvernement, la lignée des comtes palatins de Bourgogne revient à la maison de Chalon, branche cadette française de la maison d'Ivrée. La "régence" exercée par Jean Ier de Chalon permet de freiner les ambitions de Rodolphe Ier de Habsbourg, qui aurait souhaité réaffirmer le lien de vassalité entre le comté de Bourgogne et le royaume d'Allemagne, en cherchant notamment à se réapproprier le royaume d'Arles. Les duchés d'Andechs et de Méranie retournent en revanche à l'Empire.
Dans les années qui suivent, les sœurs aînées d'Alix renoncent tour à tour à leurs droits sur le comté.

### Veuvage et second mariage

Carte des duchés (à l'ouest) et comté (à l'est) de Bourgogne au XIVe siècle.

En 1266, son mari Hugues III de Chalon meurt, puis, en 1267, son beau père, le comte Jean Ier de Chalon. Alix se retrouve alors seule face à l'empereur Rodolphe Ier du Saint-Empire, qui n'a pas abandonné son projet politique. En 1257, l'Empire voit s'affronter deux prétendants à l'élection impériale : Richard de Cornouailles, anglais, fils de Jean sans Terre, et Alphonse X de Castille. Ce dernier l'emporte ; or, il est soutenu par le duc de Bourgogne Hugues IV, qui cherche à agrandir son territoire en annexant le comté au duché.
Les comtes de Savoie sont au cours de cette période les alliés de l'Angleterre. En effet, deux des filles de Béatrice de Savoie, comtesse de Provence, sœur du comte de Savoie Pierre II et de l'ancien archevêque Philippe de Savoie, ont épousé pour l'une Henri III d'Angleterre et la seconde Richard de Cornouailles. Une alliance avec cette maison permettrait d'obtenir une nouvelle protection. La faible probabilité d'avoir à nouveau un enfant laisse à son fils aîné Otton IV de Bourgogne, né du premier mariage, le champ libre pour garder la possession de la Bourgogne.
En juin 1267,,, elle se remarie, à Lausanne, avec Philippe de Savoie.
Philippe succède, l'année suivante, à son frère Pierre II, à la tête du comté de Savoie. Vers 1270, elle tente de recueillir la suzeraineté sur les possessions d'Humbert de La Tour du Pin,.

### Mort et succession
La comtesse fait son testament en novembre 1278, à Salins, par lequel elle institue son fils, Otton, héritier du comté de Bourgogne. Le 8 mars 1279, elle meurt à Évian, dans le comté de Savoie, au bord du lac Léman. Son corps est inhumé devant le grand autel de l' l'église abbatiale abbatiale de Cherlieu, près de Besançon.
Son fils Otton IV de Bourgogne lui succède à la tête du comté de Bourgogne.

## Famille

### Descendance
Alix de Méranie épouse, en première noces, le 1er novembre 1236 Hugues de Chalon,, dont :
- Otton IV de Bourgogne, futur comte, ∞ (1°) Philippa de Bar, ∞ (2°) Mahaut d'Artois ;
- Hugues/Hugonin († apr. 1312), seigneur de Fraisans, de Montbrison/Montbouson et d'Apremont, ∞ (1282) Bonne (it), fille d'Amédée V le Grand, comte de Savoie[14]. Sans postérité ;
- Étienne († 1299) ;
- Renaud de Bourgogne († 1322), ∞ avec Guillemette de Neufchâtel, fille d'Amédée Ier de Neuchâtel, et héritière des Montfaucon-Montbéliard en tant qu'arrière-petite-fille de Thierry III ; seigneur entre autres de Montaigu (Jura), Dramelay, Sellières, Pymorin, Montfleur, Binans, Marigna ;
- Henri ;
- Jean Ier († 1302), seigneur de Montaigu à Colombier (Haute-Saône), Fontenoy-le-Château, d'Amance, Fondremand, Port, etc., inhumé à Faverney puis transféré dans l'église de l'abbaye de Cherlieu, le 5 mars 1309, en même temps que son frère Othon IV de Bourgogne ; ∞ Marguerite de Blâmont,
- Elisabeth († 1275), mariée en 1254 avec le comte Hartmann V de Kibourg († 1263) ;
- Hippolyte (morte en 1283), dame de Saint-Vallier, ∞ (1270) Aymar IV de Poitiers-Valentinois († 1329), comte de Valentinois et de Diois ;
- Guye ou Guyonne († 1316), ∞ (vers 1274) Thomas III de Savoie († 1282), prince de Piémont ;
- Agnès, dame de Saint-Aubin, ∞ (1259) Philippe II, comte  de Vienne († 1303), seigneur de Pagny ;
- Marguerite, nonne à l'abbaye de Fontevraud ;
- Béatrix († v. 1313), religieuse (avant 1266), puis abbesse de Baume-les-Dames[23] ;
- Alix, nonne à l'abbaye de Fontevraud (attestée en 1260).

Elle épouse en secondes noces, le 11 juillet 1267, Philippe de Savoie. Le couple n'a pas d'enfants.